# Voltes menors
Voltes menors és la denominació que reben les proves de ciclisme de ruta per etapes d'una setmana de durada aproximadament. Tradicionalment consten de 7 etapes, encara que n'hi ha de 8 etapes i de 6. Solen incloure en la seva traçat etapes planes, de muntanya o mitja muntanya i contrarellotges individuals (en número variable).
A més de la classificació general, en les Voltes menors existeixen, com en les Grans Voltes, una sèrie de classificacions secundàries. Les més comunes són la classificació per punts, la classificació de muntanya i la classificació per equips.
Les proves estan associades a l'UCI WorldTour, que els atorga una puntuació al guanyador de la classificació general segons la seva importància.
Primož Roglič ostenta el rècord d'haver estat l'únic ciclista capaç d'aconseguir la victòria en 6 de les 7 voltes menors històriques.
Encara que en el calendari ciclista actual figuren més voltes menors, en negreta s'assenyalen les 7 voltes menors històriques.
| Cursa                  | Etapes | Punts UCI Word Rànquing | Punts UCI Word Rànquing | Punts UCI Word Rànquing |
| Cursa                  | Etapes | 1r classificat          | 2n classificat          | 3r classificat          |
| ---------------------- | ------ | ----------------------- | ----------------------- | ----------------------- |
| París-Niça             | 8      | 500                     | 400                     | 325                     |
| Tour de Suïssa         | 8      | 500                     | 400                     | 325                     |
| Critèrium del Dauphiné | 8      | 500                     | 400                     | 325                     |
| Tirreno-Adriàtica      | 7      | 500                     | 400                     | 325                     |
| Tour de Romandia       | 6      | 500                     | 400                     | 325                     |
| Tour Down Under        | 6      | 500                     | 400                     | 325                     |
| Volta a Catalunya      | 7      | 400                     | 320                     | 260                     |
| Volta al País Basc     | 7      | 400                     | 320                     | 260                     |
| Tour de Polònia        | 7      | 400                     | 320                     | 260                     |
| Tour del Benelux       | 7      | 400                     | 320                     | 260                     |
| UAE Tour               | 7      | 300                     | 250                     | 215                     |
| Tour de Guangxi        | 6      | 300                     | 250                     | 215                     |

## Guanyadors en les 7 voltes menors històriques
| Carrera         | Carrera                | Primoz Roglic | Eddy Merckx | Ricjie Porte | Jacques Anquetil | Sean Kelly | Tony Rominger | Laurent Jalabert | Alex Zülle | Nairo Quintana |
| --------------- | ---------------------- | ------------- | ----------- | ------------ | ---------------- | ---------- | ------------- | ---------------- | ---------- | -------------- |
|                 | París-Niça             | Sí            | Sí          | Sí           | Sí               | Sí         | Sí            | Sí               | Sí         | No             |
|                 | Tirreno-Adriàtica      | Sí            | Sí          | No           | No               | No         | Sí            | No               | No         | Sí             |
|                 | Volta a Catalunya      | Sí            | Sí          | Sí           | Sí               | Sí         | No            | Sí               | Sí         | Sí             |
|                 | Volta al País Basc     | Sí            | No          | No           | Sí               | Sí         | Sí            | Sí               | Sí         | Sí             |
|                 | Tour de Romandia       | Sí            | Sí          | Sí           | No               | No         | Sí            | Sí               | No         | Sí             |
|                 | Critèrium del Dauphiné | Sí            | Sí          | Sí           | Sí               | No         | No            | No               | No         | No             |
|                 | Tour de Suïssa         | No            | No          | Sí           | No               | Sí         | No            | No               | Sí         | No             |
| Total victòries | Total victòries        | 6             | 5           | 5            | 4                | 4          | 4             | 4                | 4          | 4              |

## Darrers vencedors
| Año  | París-Niça            | Tirreno-Adriàtica  | Volta a Catalunya  | Itzulia                | Tour de Romandia  | Critèrium del Dauphiné | Tour de Suïssa    |
| ---- | --------------------- | ------------------ | ------------------ | ---------------------- | ----------------- | ---------------------- | ----------------- |
| 2018 | Marc Soler            | Michał Kwiatkowski | Alejandro Valverde | Primož Roglič          | Primož Roglič     | Geraint Thomas         | Richie Porte      |
| 2019 | Egan Bernal           | Primož Roglič      | Miguel Ángel López | Ion Izagirre           | Primož Roglič     | Jakob Fuglsang         | Egan Bernal       |
| 2020 | Maximilian Schachmann | Simon Yates        | cancel·lada        | cancel·lada            | cancel·lada       | Daniel Felipe Martínez | cancel·lada       |
| 2021 | Maximilian Schachmann | Geraint Thomas     | Adam Yates         | Primož Roglič          | Tadej Pogačar     | Richie Porte           | Richard Carapaz   |
| 2022 | Primož Roglič         | Tadej Pogačar      | Sergio Higuita     | Jonas Vingegaard       | Aleksandr Vlàssov | Primož Roglič          | Geraint Thomas    |
| 2023 | Tadej Pogačar         | Primož Roglič      | Primož Roglič      | Daniel Felipe Martínez | Adam Yates        | Jonas Vingegaard       | Mattias Skjelmose |
| 2024 | Matteo Jorgenson      | Jonas Vingegaard   | Tadej Pogačar      | Juan Ayuso             | Carlos Rodríguez  | Primož Roglič          | Adam Yates        |
| 2025 | Matteo Jorgenson      | Juan Ayuso         | Primož Roglič      | João Almeida           | João Almeida      | Tadej Pogačar          | João Almeida      |